# Масленица Рождественского поста
Масленица Рождественского поста — армянский церковный праздник предшествующий  Рождественскому посту Армянской Апостольской Церкви. Отмечается по традиции 29 декабря, за семь дней до Рождества

## Традиции и обычаи
Согласно армянской церковной традиции: Масленица является воспоминанием человеческого счастья, которым наслаждались в своё время Адам и Ева в раю. Человеку, согласно ей же, можно было вкусить все плоды за исключением плода с дерева знания, который символизирует пост идущий за масленицей. Масленица является выражением добродетелей. В этот день люди выходят из траура и начинают радоваться, забывают о страданиях и находят утешение.
"Масленица Рождественского поста" является армянским церковным праздником ,  согласно армянской церковной традиции неизменно отмечаемым 29 декабря , а 7 дней до Светлого Рождества Христово